# Estación de Canillejas

Antiguo mapa zonal de la estación de Canillejas y situación antigua de las paradas de autobús

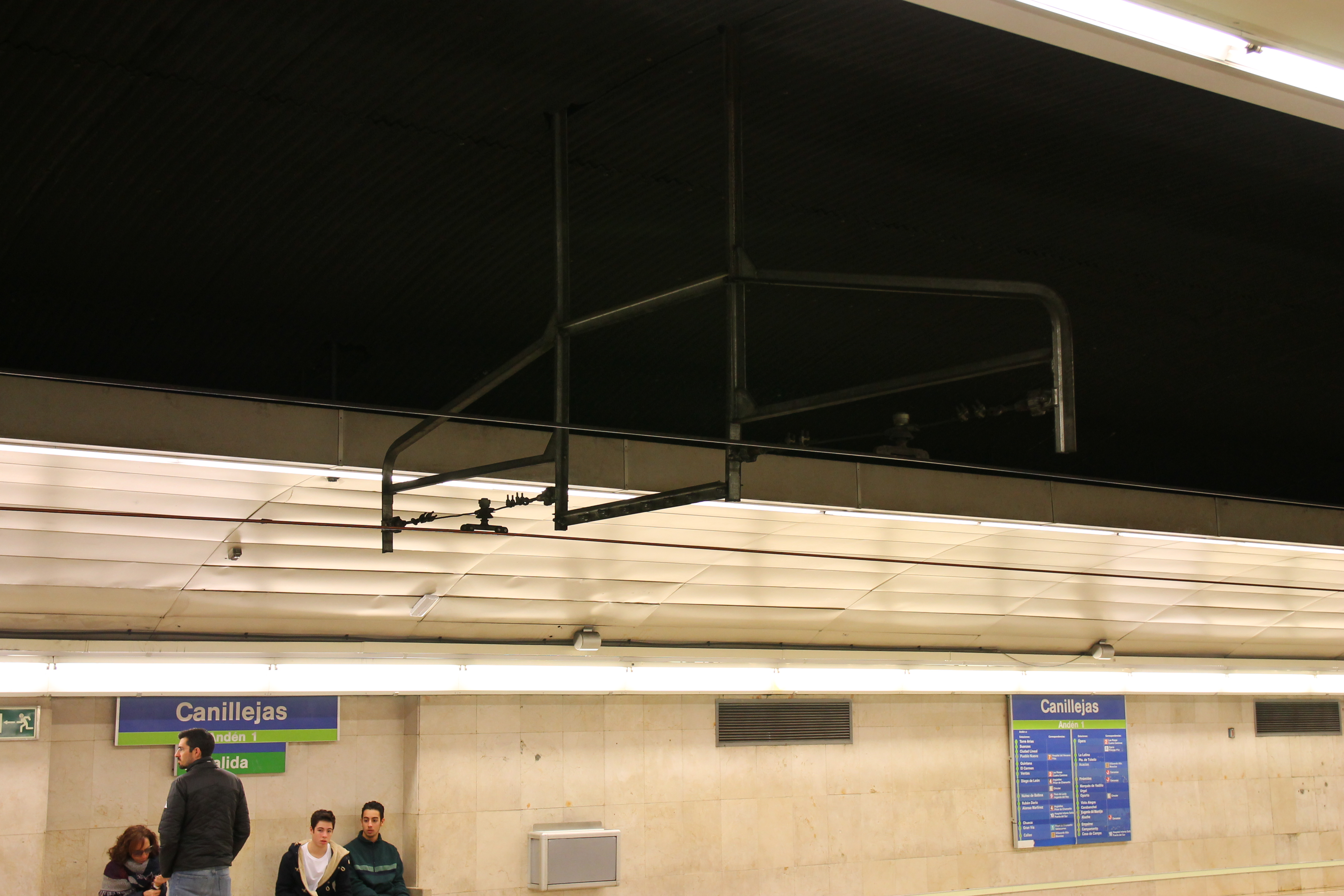
La estación antes de ser reformada

Canillejas es una estación de la línea 5 del Metro de Madrid situada bajo la calle de Alcalá, junto a la intersección con la avenida de América, en el barrio del mismo nombre del distrito de San Blas-Canillejas. Además, presta servicio al barrio de Palomas del distrito Hortaleza. Aparte de estación de metro, es punto de parada de las líneas urbanas e interurbanas que circulan por la A-2 y cabecera de líneas urbanas e interurbanas que se dirigen hacia Barajas.

## Historia
La estación abrió al público el 18 de enero de 1980 con la ampliación de la línea desde Ciudad Lineal, siendo cabecera de la línea hasta el 24 de noviembre de 2006, cuando se amplió hasta la estación de Alameda de Osuna. Fue reformada en el verano de 2017 cambiando las paredes de mármol por vítrex blanco.
El mural cerámico del vestíbulo principal es obra del artista Eladio García de Santibáñez.

## Accesos
Vestíbulo Canillejas

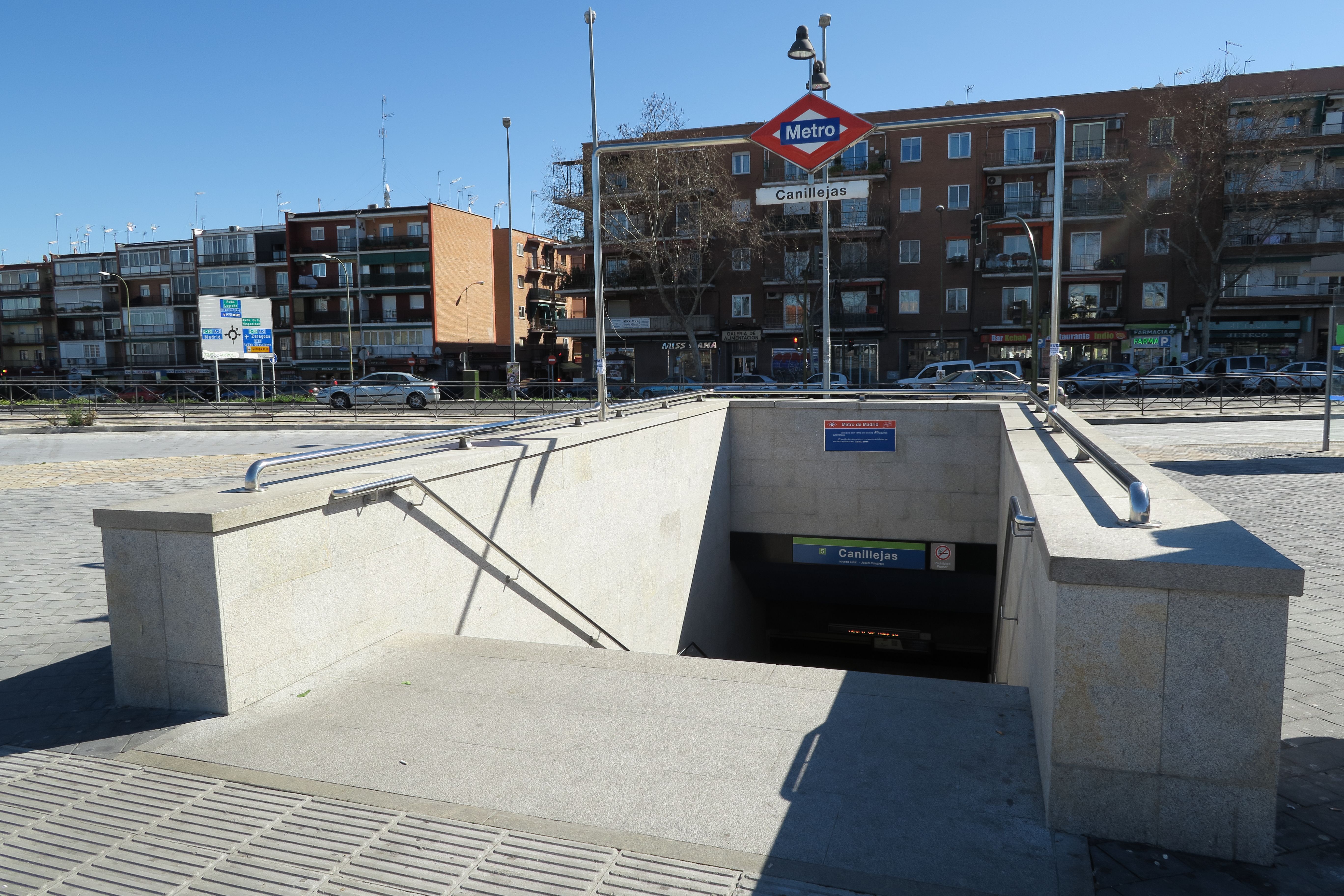
Entrada a la estación

- Alcalá, pares Calle de Alcalá, 640

Vestíbulo Josefa Valcárcel
- Alcalá, impares/Josefa Valcárcel Calle de Alcalá, s/n (esquina Calle de Josefa Valcárcel).

## Líneas y conexiones

### Metro
| << cabecera      | < estación  | línea | estación >  | cabecera >>   |
| ---------------- | ----------- | ----- | ----------- | ------------- |
| Alameda de Osuna | El Capricho |       | Torre Arias | Casa de Campo |

### Autobuses
| Diurnos                                                    |                        |                                               |
| Autobuses con cabecera en el área intermodal de Canillejas |                        |                                               |
| Línea                                                      | Destino                | Parada                                        |
| SE721                                                      | Estadio Metropolitano  | 4592 CANILLEJAS (Área Intermodal)             |
| 88                                                         | Rejas                  | 4592 CANILLEJAS (Área Intermodal)             |
| 140                                                        | Pavones                | 5713 CANILLEJAS (Área Intermodal)             |
| 101                                                        | Aeropuerto / Barajas   | 5714 CANILLEJAS (Área Intermodal)             |
| 151                                                        | Barajas                | 5715 CANILLEJAS (Área Intermodal)             |
| Autobuses pasantes en Canillejas                           |                        |                                               |
| Línea                                                      | Destino                | Parada                                        |
| 114                                                        | Barrio del Aeropuerto  | 1292 CANILLEJAS (Av. América)                 |
| 115                                                        | Barajas                | 1292 CANILLEJAS (Av. América)                 |
| 105                                                        | Ciudad Lineal          | 1293 CANILLEJAS (Av. América)                 |
| 114                                                        | Avenida de América     | 1293 CANILLEJAS (Av. América)                 |
| 115                                                        | Avenida de América     | 1293 CANILLEJAS (Av. América)                 |
| 200                                                        | Avenida de América     | 1293 CANILLEJAS (Av. América)                 |
| 105                                                        | Barajas                | 2108 AVENIDA DE LOGROÑO-CANILLEJAS            |
| 77                                                         | Colonia Fin de Semana  | 2956 CANILLEJAS (C/ Alcalá, 640)              |
| 77                                                         | Ciudad Lineal          | 3533 CANILLEJAS (C/ Alcalá frente al N.º 626) |
| 165                                                        | Alsacia                | 3533 CANILLEJAS (C/ Alcalá frente al N.º 626) |
| 165                                                        | Hospital Ramón y Cajal | 5617 CANILLEJAS (Vía de servicio Av. América) |
| 200                                                        | Aeropuerto             | 5617 CANILLEJAS (Vía de servicio Av. América) |
| Nocturnos                                                  |                        |                                               |
| Autobuses pasantes en Canillejas                           |                        |                                               |
| Línea                                                      | Destino                | Parada                                        |
| N4                                                         | Plaza de Cibeles       | 1293 CANILLEJAS (Av. América)                 |
| N5                                                         | Colonia Fin de Semana  | 2956 CANILLEJAS (C/ Alcalá, 640)              |
| N5                                                         | Plaza de Cibeles       | 3533 CANILLEJAS (C/ Alcalá frente al N.º 626) |
| N4                                                         | Barajas                | 5617 CANILLEJAS (Vía de servicio Av. América) |

| Diurnos                                                    |                                                 |                                    |                           |
| Autobuses con cabecera en el área intermodal de Canillejas |                                                 |                                    |                           |
| Línea                                                      | Destino                                         | Parada                             | Operador                  |
| 211                                                        | Paracuellos de Jarama (Urb. Mesa del Monte)     | 18095 Canillejas - Área Intermodal | ALSA                      |
| 212                                                        | Paracuellos de Jarama (Miramadrid)              | 18095 Canillejas - Área Intermodal | ALSA                      |
| 213                                                        | Belvis de Jarama                                | 18095 Canillejas - Área Intermodal | ALSA                      |
| 256                                                        | Daganzo - Valdeavero                            | 18095 Canillejas - Área Intermodal | ALSA                      |
| 827                                                        | Alcobendas - Universidad Autónoma - Tres Cantos | 4593 Canillejas - Área Intermodal  | Empresa Montes            |
| 828                                                        | Alcobendas - Universidad Autónoma               | 4593 Canillejas - Área Intermodal  | Empresa Montes            |
| Autobuses pasantes en Canillejas                           |                                                 |                                    |                           |
| Línea                                                      | Destino                                         | Parada                             | Operador                  |
| VAC-243                                                    | Guadalajara                                     | 5617 Canillejas                    | ALSA                      |
| 222                                                        | Meco                                            | 5617 Canillejas                    | ALSA                      |
| 223                                                        | Alcalá de Henares                               | 5617 Canillejas                    | ALSA                      |
| 224                                                        | Torrejón de Ardoz                               | 5617 Canillejas                    | ALSA                      |
| 224A                                                       | Torrejón de Ardoz (La Mancha Amarilla)          | 5617 Canillejas                    | ALSA                      |
| 226                                                        | Torrejón de Ardoz (El Soto)                     | 5617 Canillejas                    | ALSA                      |
| 227                                                        | Alcalá de Henares (Espartales - Universidad)    | 5617 Canillejas                    | ALSA                      |
| 229                                                        | Alcalá de Henares (Virgen del Val)              | 5617 Canillejas                    | ALSA                      |
| 261                                                        | Nuevo Baztán - Villar del Olmo                  | 5617 Canillejas                    | ALSA                      |
| 281                                                        | San Fernando de Henares                         | 5617 Canillejas                    | Avanza Movilidad Integral |
| 282                                                        | San Fernando de Henares - Mejorada del Campo    | 5617 Canillejas                    | Avanza Movilidad Integral |
| 283                                                        | Coslada - San Fernando de Henares               | 5617 Canillejas                    | Avanza Movilidad Integral |
| 284                                                        | Velilla de San Antonio - Loeches                | 5617 Canillejas                    | Avanza Movilidad Integral |
| VAC-243                                                    | Madrid (Avenida de América)                     | 07313 Av. América - Canillejas     | ALSA                      |
| 222                                                        | Madrid (Avenida de América)                     | 07313 Av. América - Canillejas     | ALSA                      |
| 223                                                        | Madrid (Avenida de América)                     | 07313 Av. América - Canillejas     | ALSA                      |
| 224                                                        | Madrid (Avenida de América)                     | 07313 Av. América - Canillejas     | ALSA                      |
| 224A                                                       | Madrid (Avenida de América)                     | 07313 Av. América - Canillejas     | ALSA                      |
| 226                                                        | Madrid (Avenida de América)                     | 07313 Av. América - Canillejas     | ALSA                      |
| 227                                                        | Madrid (Avenida de América)                     | 07313 Av. América - Canillejas     | ALSA                      |
| 229                                                        | Madrid (Avenida de América)                     | 07313 Av. América - Canillejas     | ALSA                      |
| 261                                                        | Madrid (Avenida de América)                     | 07313 Av. América - Canillejas     | ALSA                      |
| 281                                                        | Madrid (Avenida de América)                     | 07313 Av. América - Canillejas     | Avanza Movilidad Integral |
| 282                                                        | Madrid (Avenida de América)                     | 07313 Av. América - Canillejas     | Avanza Movilidad Integral |
| 283                                                        | Madrid (Avenida de América)                     | 07313 Av. América - Canillejas     | Avanza Movilidad Integral |
| 284                                                        | Madrid (Avenida de América)                     | 07313 Av. América - Canillejas     | Avanza Movilidad Integral |
| Nocturnos                                                  |                                                 |                                    |                           |
| Autobuses con cabecera en Área Intermodal de Canillejas    |                                                 |                                    |                           |
| N204                                                       | Paracuellos - Daganzo                           | 18095 Canillejas - Área Intermodal | ALSA                      |
| Autobuses pasantes en Canillejas                           |                                                 |                                    |                           |
| Línea                                                      | Destino                                         | Parada                             | Operador                  |
| N202                                                       | Torrejón de Ardoz - Alcalá de Henares / Meco    | 5617 Canillejas                    | ALSA                      |
| N202                                                       | Madrid (Avenida de América)                     | 07313 Av. América - Canillejas     | ALSA                      |